# پیمان صلح اسرائیل و اردن
پیمان صلح اسرائیل و اردن که به‌طور کامل پیمان صلح بین حکومت اسرائیل و پادشاهی اردن هاشمی نامیده می‌شود، پیمانی به منظور عادی سازی روابط و صلح بین اسرائیل و اردن است؛ این پیمان که گاهی با نام پیمان وادی عربه نیز شناخته‌می‌شود، در سال ۱۹۹۴ به امضا رسید. مراسم امضای قرارداد در گذرگاه مرزی جنوبی عربه در ۲۶ اکتبر ۱۹۹۴ برگزار شد. اردن پس از مصر، دومین کشور عربی بود که با اسرائیل به توافق صلح رسید.
این پیمان روابط بین دو کشور را حل و فصل کرد؛ اختلافات مربوط به آب و زمین را تنظیم کرد و همکاری گسترده‌ای در زمینهٔ گردشگری و تجارت فراهم کرد. این پیمان هر دو کشور را موظف کرد از استفاده از قلمرو خود به عنوان محل حمله نظامی توسط کشور ثالث جلوگیری کنند.